# Melvin a Howard
Melvin a Howard je americký hraný film z roku 1980. Natočil jej režisér Jonathan Demme podle scénáře Bo Goldmana, který byl inspirován skutečnými událostmi. Hlavní roli Melvina Dummara ve snímku hrál Paul Le Mat a jeho první manželku Mary Steenburgen (druhou hrála Pamela Reed). Dále se zde vyskytuje například postava leteckého konstruktéra Howarda Hughese (Jason Robards). Originální hudbu k filmu složil Bruce Langhorne. Film byl v celkem čtyřech kategoriích nominován na Zlatý glóbus – za nejlepší film (komedie / muzikál), nejlepší mužský herecký výkon (komedie / muzikál), nejlepší mužský herecký výkon ve vedlejší roli a nejlepší ženský herecký výkon ve vedlejší roli. V poslední kategorii zvítězil. Ve třech kategoriích byl také nominován na Oscara: za nejlepší původní scénář, nejlepší ženský herecký výkon ve vedlejší roli a nejlepší mužský herecký výkon ve vedlejší roli, přičemž v prvních dvou kategoriích úspěšně.